# Metiltrasferasi di tipo 3
DNA (cytosina-5)-metiltransferasi di tipo 3 è un enzima che negli umani è codificato dal gene DNMT3L.
La metilazione CpG è una modificazione epigenetica che è importante per lo sviluppo embrionale, l'imprinting, e l'inattivazione del cromosoma X. Studi su topi hanno dimostrato che la metilazione del DNA è richiesta per lo sviluppo dei mammiferi. Questo gene codifica una proteina nucleare somigliante con la DNA metiltransferasi. Questa proteina non ha una funzione come la DNA metiltransferasi perché non contiene i residui aminoacidici necessari per l'attività metiltransferasi. Tuttavia, questa proteina stimola la metilazione de novo da parte della DNA citosina metiltransferasi 3 alpha e questo è stato pensato essere necessario per lo stabilirsi delle impronte genomiche materne. Questa proteina media anche la repressione trascrizionale attraverso l'interazione con l'istone deacetilasi 1. Lo splicing alternativo risulta in due varianti di trascrizione. Una giunzione variante addizionale è stata descritta, ma la sua validità biologica non è stata determinata.
Ulteriori studi hanno dimostrato che Dnmt3L è un essenziale regolatore di imprinting paterno e dell'inizio della meiosi maschile. La perdita di un allele Dnmt3L porta ad un contenuto ridotto della proteina DNMT3L nello sperma.
DNMT3L ha dimostrato di avere interazione proteina-proteina con HDAC1.